# Zweta Georgiewa
Zweta Alipiewa Georgiewa (bulgarisch Цвета Алипиева Георгиева, * 19. Oktober 1963 in Warna) ist eine ehemalige Abgeordnete aus der Partei Ataka im 41. bulgarischen Parlament (2009–2013). 

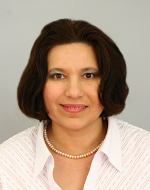
Zweta Alipiewa Georgiewa (2009)

Sie hat ein Studium der Anglistik an der Universität Weliko Tarnowo absolviert und arbeitet seither als Übersetzerin. Sie hat Heinrich Karl Bukowskis „Women“ und Arthur Clarkes „Der Hammer Gottes“ ins Bulgarische übersetzt und ist Vorsitzende des Bezirksverbandes der Partei Ataka in der Oblast Warna.
Zweta Georgiewa ist geschieden und hat einen Sohn.
Zweta Georgiewa ist im November 2011 aus der Parlamentsfraktion von Ataka im bulgarischen Parlament ausgeschieden.